# دوري الأمم الأوروبية 2020–21 ب
دوري الأمم الأوروبية 2020–21 ب هي الدرجة الثانية لنسخة دوري الأمم الأوروبية 2020–21، وهو الموسم الثاني من مسابقة كرة القدم الدولية التي تشارك فيها فرق الرجال الوطنية من الاتحادات الأعضاء البالغ عددها 55 اتحادًا في الاتحاد الأوروبي لكرة القدم.

## الإحصائيات

### قائمة الهدافين
| الترتيب | اللاعب          | الأهداف |
| ------- | --------------- | ------- |
| 1       | آرلينغ هالاند   | 6       |
| 2       | إران زهاوي      | 5       |
| 3       | فريدريك يانسن   | 3       |
| 3       | أليكسندر سورلوث | 3       |